# Promettimi (Elisa)
Promettimi è un singolo promozionale della cantante italiana Elisa, pubblicato il 26 settembre 2018 su etichetta Universal Music Group, estratto dal decimo album in studio Diari aperti. Il brano è in collaborazione con Save the Children per la campagna umanitaria "Fino all'ultimo bambino".

## Descrizione
Il brano, scritto dalla cantautrice, è una dedica al figlio Sebastian. In un'intervista rilasciata a IO Donna la cantante ha raccontato il significato del brano e la scelta della dedica:

## Accoglienza
Recensendo l'album per Rolling Stone Italia, Mattia Barro ha scritto che la produzione del brano «concede intera attenzione all’intimità di questi testi».

## Video
Il video, diretto da Riccardo Milani e pubblicato nella data di pubblicazione del singolo, vede la cantautrice leggere ed interpretare delle favole in un centro di Save the Children a Roma. Elisa ha descritto l'esperienza:
(Elisa Toffoli)

## Tracce
Testi di Elisa Toffoli, musiche di Elisa Toffoli, Andrea Rigonat, Taketo Gohara.
1. Promettimi – 3:55

## Classifiche
| Classifica (2018) | Posizione massima |
| ----------------- | ----------------- |
| Italia            | 52                |